# Unanimismo
Unanimismo (em francês: Unanimisme) foi um movimento na literatura francesa iniciado por Jules Romains no início de 1900. Baseado em ideias de consciência coletiva e emoção coletiva, onde membros de um grupo fazem ou pensam algo simultaneamente. O unanimismo trata de uma fusão artística com estes fenômenos, que transcendem a consciência do escritor individual.
Alguns escritores foram às vezes chamados de unanimistes  — muitos associados com Abbaye de Créteil — incluindo Georges Chennevière, Henri-Martin Barzun, Alexandre Mercereau, Pierre Jean Jouve, Georges Duhamel, Luc Durtain, Charles Vildrac e René Arcos.